# Govern de Catalunya 1980-1984
El govern de la Generalitat de Catalunya en el període 1980-1984, correspon a la I legislatura del període democràtic.
És el primer govern després de les eleccions, si bé va estar precedit pel govern de la Generalitat provisional, conegut també com a Generalitat recuperada que, presidit per Josep Tarradellas, va preparar les primeres eleccions al Parlament de Catalunya (1980).

## Cronologia
Després de les eleccions del 20 de març de 1980 la candidatura encapçalada per Jordi Pujol de CIU obté una majoria relativa de 43 escons sobre els 33 del PSC de Joan Reventós.
El 24 d'abril es fa el debat d'investidura i Jordi Pujol surt elegit com a primer President de la Generalitat de Catalunya recuperada amb 75 vots a favor (CIU, Centristes de Catalunya-UCD i ERC), 59 en contra (PSC, PSUC i PSA). En el seu primer discurs d'investidura com a candidat a la presidència el 1980, va definir les «tres línies principals» del seu primer Govern: «la institucionalització de Catalunya, la de la defensa de la catalanitat i la de l'economia».

## Estructura de Govern
| President: Jordi Pujol i Soley (CIU) |

| Departament                            | Titulars                                              | Titulars                                                          | Titulars                                              |
| -------------------------------------- | ----------------------------------------------------- | ----------------------------------------------------------------- | ----------------------------------------------------- |
| Departament                            | 8 de maig de 1980                                     | ajustos de govern                                                 | ajustos de govern                                     |
| Adjunt a la Presidència                | Miquel Coll i Alentorn (UDC) (fins a 17-05-1984)      | Miquel Coll i Alentorn (UDC) (fins a 17-05-1984)                  | Miquel Coll i Alentorn (UDC) (fins a 17-05-1984)      |
| Governació                             | Joan Vidal i Gayolà (CDC) (fins a 24-08-1982)         | Joan Vidal i Gayolà (CDC) (fins a 24-08-1982)                     | Macià Alavedra i Moner (CDC) (des de 24-08-1982)      |
| Justícia                               | Ignasi de Gispert i Jordà (UDC) (fins a 24-08-1982)   | Ignasi de Gispert i Jordà (UDC) (fins a 24-08-1982)               | Agustí Bassols i Parés (UDC) (des de 24-08-1982)      |
| Indústria i Energia                    | Vicenç Oller i Compañ (CDC)                           | Vicenç Oller i Compañ (CDC)                                       | Vicenç Oller i Compañ (CDC)                           |
| Ensenyament                            | Joan Guitart i Agell (CDC)                            | Joan Guitart i Agell (CDC)                                        | Joan Guitart i Agell (CDC)                            |
| Cultura i Mitjans de Comunicació       | Max Cahner i Garcia (CDC)                             | Max Cahner i Garcia (CDC)                                         | Max Cahner i Garcia (CDC)                             |
| Economia i Finances                    | Ramon Trias i Fargas (CDC) (fins a 16-11-1982)        | Jordi Planasdemunt i Gubert (CDC) (entre 16-11-1982 i 08-06-1983) | Josep Maria Cullell i Nadal (CDC) (des de 08-06-1983) |
| Política Territorial i Obres Públiques | Josep Maria Cullell i Nadal (CDC) (fins a 14-06-1983) | Josep Maria Cullell i Nadal (CDC) (fins a 14-06-1983)             | Xavier Bigatà i Ribé (CDC) (des de 14-06-1983)        |
| Sanitat i Seguretat Social             | Josep Laporte i Salas (CDC)                           | Josep Laporte i Salas (CDC)                                       | Josep Laporte i Salas (CDC)                           |
| Comerç i Turisme                       | Francesc Sanuy i Gistau (CDC)                         | Francesc Sanuy i Gistau (CDC)                                     | Francesc Sanuy i Gistau (CDC)                         |
| Treball                                | Joan Rigol i Roig (UDC)                               | Joan Rigol i Roig (UDC)                                           | Joan Rigol i Roig (UDC)                               |
| Agricultura, Ramaderia i Pesca         | Agustí Carol i Foix (CDC)                             | Agustí Carol i Foix (CDC)                                         | Agustí Carol i Foix (CDC)                             |